# كتاب قداس دوبروفنيك
كتاب قداس دوبروفنيك ( (بالكرواتية: Dubrovački misal)‏ هي كتاب قداسات كرواتي من القرن الثاني عشر، كتب في مدينة دوبروفنيك في كرواتيا.
تم استخدامه في القداسات التي أقيمت في كاتدرائية دوبروفنيك.
يحتوي كتاب القداس على 230 صلاة و230 أغنية يمكن مقارنتها بأجمل مقطوعات التراث العالمي.  وتتنوع الألحان التي في الكتاب. فبعضها مطابق للأغاني الأوروبية الأخرى في ذلك الوقت، وبعضها عبارة عن مجموعة متنوعة من الألحان المتشابهة، وبعضها فريدة تمامًا ولا توجد في أي مكان آخر في العالم.  وهو دليل على أن دوبروفنيك كانت تتمتع بموسيقى غريغورية متطورة للغاية.